# Mortal Kombat vs DC Universe
Mortal Kombat vs DC Universe è un videogioco picchiaduro sviluppato da Midway pubblicato nel 2008. Questo è il primo capitolo crossover fra l'universo Mortal Kombat e quello DC Comics con un livello di violenza adeguato per non rappresentare gli eroi della DC Comics violenti ed è stato l'ultimo gioco rilasciato da Midway prima del suo fallimento, e inoltre è l'ottavo capitolo della serie Mortal Kombat.
Alex Ross ha disegnato un'illustrazione per l'edizione speciale del gioco, mentre John Tobias, co-creatore di Mortal Kombat, ne ha realizzato un prologo a fumetti. Il prologo è stato pubblicato assieme alla Kollector's edition, un'edizione speciale che contiene anche un CD con il "making-of" del gioco.
Il gioco presenta un gameplay in stile 2D con arene e personaggi in 3D e l'inserimento, oltre al classico Kombat di base, del Combattimento ravvicinato e Kombat caduta libera. Le modalità sono il Versus, Versus Online, Modalità Storia e l'Arcade.

## Trama
Shao Kahn ha fallito l'invasione della Terra e viene raggiunto da Quan Chi che lo redarguisce per il suo fallimento. Compare Raiden, che decide di prendere entrambi per punirli, e mentre parla a Shao Kahn, Quan Chi crea un portale per scappare. Raiden colpisce Kahn con un fulmine spedendolo contro il portale, senza trasferirlo dall'altra parte. Improvvisamente, vi è un'esplosione e Kahn scompare assieme al portale. Raiden prende Quan Chi e lo porta agli Dei Anziani per punirlo.
A Metropolis, intanto, Superman ha sconfitto Darkseid e lo sta per catturare. Interviene Lex Luthor, il quale gli dice che si è alleato a Darkseid solo per salvare l'umanità e prevenire i suoi danni. Darkseid usa un portale per fuggire, ma Superman lo colpisce con un raggio calorifico, creando gli stessi effetti dell'attacco di Raiden su Shao Kahn. Il portale scompare assieme a Darkseid, e Superman arresta Lex Luthor.
Questi eventi destabilizzano l'ordine dei due universi, che iniziano a fondersi. I combattenti iniziano a teletrasportarsi nell'altro universo, mentre una rabbia folle inizia a possederli. Questa rabbia fa perdere loro ogni logica, facendoli addirittura combattere tra alleati. Alla fine, messi da parte i vecchi rancori, amici e nemici si uniscono per combattere gli invasori. Dopo una battaglia dove nessuna delle due fazioni riesce a prevalere sull'altra, ad ergersi in piedi rimangono solo Raiden e Superman, che, dopo una feroce battaglia, uniscono le loro forze contro Dark Kahn, la fusione tra Shao Kahn e Darkseid, nonché l'unica cosa che mantiene i due universi ancora fusi. Superman e Raiden sconfiggono definitivamente Dark Kahn ed i due universi si ristabilizzano, con la differenza che i due malvagi esseri, ossia Shao Kahn e Darkseid, si ritrovano negli universi opposti, dove sono depotenziati. Shao Kahn viene esiliato nella Zona Fantasma (anche se riuscirà a liberarsi), mentre Darkseid viene imprigionato nel Regno Occulto (Netherrealm).
I finali dell'arcade di alcuni personaggi mostrano che gli universi non si sono completamente ristabilizzati; ad esempio, Raiden ha contratto la debolezza al sole della Terra, caratteristica di Superman, oppure la Piramide di Argus (attorno alla quale gira la trama di Mortal Kombat: Armageddon) si ritrova sul pianeta di Lanterna Verde, Oa.
Un mini fumetto dal titolo Mortal Kombat Vs. DC Universe Beginnings viene pubblicato dalla DC Comics dove illustra i momenti prima del gioco.

### Retcon
Gli eventi dei due universi nella serie sono da considerare canonici, vedi: Kronica, Mortal Kombat 11 Ultimate

## Modalità di gioco
Il gameplay è stato totalmente rinnovato: non ci sono più le combo preimpostate e le trappole mortali (o stage fatalities) e si sviluppa in tre fattori: combo di base, kombat caduta libera e kombat ravvicinato.
- Combo di base: La combinazione delle Special Moves rimane praticamente sempre la solita delle vecchie serie, ma tutte queste mosse speciali possono essere eseguite una dopo l'altra e mescolate con combo. Ognuno può eseguire una combo a suo piacimento con diverse modalità di tasti. Non ci saranno combo pre impostate, ma variabili. Inoltre anche i veterani della serie troveranno pane per i loro denti, perché ogni mossa richiede una certa precisione e calcolo di tempo, altrimenti si cadrà in contromosse e sarà l'avversario a cominciare l'attacco.
- Rabbia: Secondo la storia del gioco, la collisione dei due universi ha causato, nei combattenti, una rabbia folle che procura ad essi, per breve tempo, nessun freno alla violenza di combattimento. La rabbia può essere usata anche in combattimento: sotto la barra dell'energia, ci sono due piccole tacche che, una volta riempite, premendo L2 ed R2 attivano, per 6 secondi, la rabbia. In questi secondi si ha più potenza e i danni si sentono di meno, ad esempio, chi la usa e subisce un uppercut, non sarà sbalzato per lo schermo, ma i danni si subiranno ugualmente ma in misura minore. Parando le mosse dell'avversario durante il combattimento fermando la sua combo si sprecherà un po' di rabbia.
- Pro-Moves: Le Pro-Moves sono degli add-on alle normali Special Moves che noi tutti conosciamo. In pratica appena effettuata una Special Moves, se verrà premuto al momento giusto un certo tasto, questa mossa amplificherà il danno realizzando una combinazione della stessa Special Move, o combinazione di più mosse speciali assieme.
- Kombat caduta libera: In molti picchiaduro, spingendo un avversario contro un muro o oltre un precipizio è possibile farlo cadere giù. Tuttavia, l'animazione della caduta è sempre stata passiva e non era permesso, per esempio, colpire il nemico durante la caduta. Il Kombat caduta libera, non è altro che un'interazione durante queste scene animate. In pratica, lanciando l'avversario giù da un tetto, un precipizio o qualsiasi altra barriera, esso cadrà di sotto e sarà possibile colpirlo durante la caduta. La vittima potrà comunque parare i colpi dell'avversario e ribaltare la situazione. Quando i danni raggiungono un certo livello, sarà possibile usare una mossa speciale premendo R1 e sbattere al suolo l'avversario.
- Test Your Might: Non tutti i combattimenti si svolgono su piani rialzati. Ad esempio, arene come Metropolis non hanno FreeFall e quindi, sbattendo l'avversario contro il muro sarà attivato il Test Your Might. Premendo più tasti possibili il proprio personaggio farà sfondare più muri all'avversario portandolo dall'altra parte dell'arena. A differenza del FreeFall, non è possibile ribaltare la mossa, ma se si contrasta l'avversario premendo più tasti possibili, sarà possibile diminuire i danni ed addirittura azzerarli.
- Combattimento ravvicinato: Premendo il tasto R1 vicino all'avversario si entrerà nel combattimento ravvicinato, una specie di "proiezione" nella quale, a seconda dei pulsanti che verranno premuti durante questa sequenza, si potrà portare l'avversario a ricevere danni fisici. Ovviamente come si può creare una lunga combo carica di danni, così l'avversario può effettuare una parata, uscendo dalla modalità.
- Lancio: Premendo [L1] vicino all'avversario sarà effettuata una presa con la quale il proprio personaggio lancerà l'avversario in una qualsiasi direzione, che può essere scelta premendo un pulsante di direzione verso dove bisogna lanciarlo.

### Arcade
Una volta scelto il proprio personaggio, si potrà scegliere contro che fazione combattere tra Mortal Kombat, DC o misto. Con la prima si combatteranno solo i personaggio di MK ed il mid-boss sarà sempre Shao Kahn, con il secondo si combatteranno solo personaggi DC ed il mid-boss sarà sempre Darkseid, mentre con il terzo si combatteranno personaggi di entrambi gli universi ed il mid-boss sarà casuale tra Kahn e Darkseid. Sconfitto Dark Kahn, il boss finale, sarà mostrato il finale del personaggio utilizzato per battere il boss. La scelta della fazione non cambia il finale.

### Grafica
Il motore grafico utilizzato in questo capitolo è l'Unreal Engine 3, il medesimo utilizzato da Gears of War, Unreal Tournament III, e altri titoli. I personaggi son stati realizzati con più di 20.000 poligoni. Il livello grafico è molto alto in questo capitolo, soprattutto nelle texture e nei dettagli. I personaggi nel duello possono subire danni fisici come occhi neri, lividi ben dettagliati, denti rotti, ferite sanguinanti sul corpo, inoltre anche gli abiti avranno le loro conseguenze, infatti si avranno pezzi di vestito strappati e rimasti appesi che rimangono a penzoloni, fino a staccarsi del tutto. Sub-Zero e Scorpion nel ricevere colpi in volto hanno la possibilità di rompere la propria maschera e mostrarsi quindi in volto.

### Fatality
Parte iniziale della critica in questo gioco fu il fraintendimento dei fan di Mortal Kombat nel capire che il gioco non avrebbe previsto né la presenza di sangue e nemmeno la presenza di Fatality. Ma in una recente intervista a GameSpot, Ed Boon ha confermato che i personaggi di Mortal Kombat e i nemici della DC Comics avranno a disposizione delle Fatality proprie e uniche (che però appaiono molto meno violente rispetto ai precedenti capitoli), mentre al contrario gli eroi DC, essendo buoni di natura, eseguiranno delle Heroic Brutality che però non procureranno morte. Il sangue è presente ma, a differenza dei precedenti MK, non cade per terra formando vere e proprie pozzanghere di sangue.

## Modalità Storia
In questa modalità si scoprirà cos'è che ha cambiato i due universi. All'inizio si sceglie la fazione da giocare (Mortal Kombat o DC) e quindi si inizia la storia. La storia va avanti a capitoli, in ognuno dei quali si combatteranno tre o quattro battaglie con un personaggio diverso per ogni capitolo, e si andrà avanti nella storia fino al capitolo conclusivo.

### Universo Mortal Kombat
| Personaggio | Avversari                                        |
| ----------- | ------------------------------------------------ |
| Liu Kang    | Sub-Zero, Scorpion, Flash, Shang Tsung           |
| Sonya       | Catwoman, Baraka, Capitan Marvel, Lanterna Verde |
| Jax         | Sonya, Lex Luthor, Capitan Marvel, Wonder Woman  |
| Sub-Zero    | Raiden, Deathstroke, Batman, Scorpion            |
| Scorpion    | Joker, Wonder Woman, Superman, Kitana            |
| Shang Tsung | Superman, Liu Kang, Lanterna Verde, Kano         |
| Raiden      | Shang Tsung, Liu Kang, Superman, Dark Kahn       |

### Universo DC Comics
| Personaggio    | Avversari                                     |
| -------------- | --------------------------------------------- |
| Flash          | Deathstroke, Catwoman, Kano, Batman           |
| Batman         | Scorpion, Joker, Liu Kang, Raiden             |
| Wonder Woman   | Shang Tsung, Kitana, Sub Zero, Capitan Marvel |
| Lanterna Verde | Lex Luthor, Jax, Sonya                        |
| Capitan Marvel | Raiden, Scorpion, Baraka, Shang Tsung         |
| Joker          | Sonya, Kano, Deathstroke, Batman              |
| Lex Luthor     | Sub Zero, Scorpion, Jax, Flash                |
| Superman       | Lex Luthor, Batman, Raiden, Dark Kahn         |

## Personaggi
| Personaggi giocabili | Personaggi giocabili    |
| Mortal Kombat        | DC Comics               |
| -------------------- | ----------------------- |
| Baraka               | Batman                  |
| Jax                  | Capitan Marvel (Shazam) |
| Kano                 | Catwoman                |
| Kitana               | Deathstroke             |
| Liu Kang             | Flash                   |
| Raiden               | Joker                   |
| Scorpion             | Lanterna Verde          |
| Shang Tsung          | Lex Luthor              |
| Sonya Blade          | Superman                |
| Sub-Zero             | Wonder Woman            |
| Mid-Boss             |                         |
| Shao Kahn            | Darkseid                |
| Boss                 |                         |
| Dark Kahn            |                         |

Cameo:
- Mortal Kombat: Quan Chi; Shinnok; Kabal
- DC Comics: Sinestro; Martian Manhunter; Mago Shazam

Ed Boon aveva dichiarato che per Natale 2008 sarebbero stati resi disponibili personaggi per il download, annunciando Kung Lao, Quan Chi, Aquaman e Doomsday, ma nonostante ciò nessun contenuto scaricabile è stato pubblicato.
Molti anni dopo segue un successore spirituale basato pienamente sui fumetti DC Comics dal titolo Injustice: Gods Among Us (2013)

## Finali
Ogni personaggio ha il proprio finale, sbloccabile vincendo la modalità Arcade.
- Preoccupato per eventuali successive invasioni, Batman crea l'OMAC (Outerworld Monitor and Auto-Containment), un sistema autonomo per individuare e respingere a livello globale minacce da altri mondi. Il sistema trova subito una nuova breccia a Metropolis.
- I tarkatans non hanno perso la rabbia che ha pervaso i combattenti durante gli eventi del gioco e adesso Baraka si pone a capo di un terribile esercito assetato di sangue che, in breve tempo, travolge e sottomette ogni reame.
- Capitan Marvel è guidato dal mago Shazam in un rituale purificatorio per riacquisire pieno controllo sui suoi poteri. Mentre è in trance, il supereroe visita la dimensione eterea degli Dei Anziani, il cui potere imparerà presto a controllare.
- Catwoman, durante il salto da un mondo all'altro, ha acquisito il potere di trasformarsi a comando in una pantera nera (un riferimento/parodia all'omonimo personaggio della Marvel), che la rende "un gatto che non si sarebbe mai più fatto ingabbiare".
- Darkseid, rinchiuso nel Regno Occulto e rimasto vulnerabile, è attaccato da Shang Tsung, che intende rubare la sua anima. Darkseid non si fa cogliere di sorpresa e inverte il potere delle anime di Shang Tsung, che lo tenevano giovane, riducendolo a un vecchio decrepito. Impossessatosi delle anime dello stregone, Darkseid è pronto a scappare.
- Deathstroke è stato reso dal combattimento più forte, cauto e saggio, diventando un impareggiabile assassino. Per mantenere il suo primato crea un vero e proprio clan di assassini, tutti con la sua stessa maschera, di cui diventa Gran Maestro.
- "Sintonizzatosi" con l'aura di Liu Kang, Flash scopre una sorta di legame psichico con lo shaolin, che i due decidono di usare per contrastare le minacce nei rispettivi mondi; subito, sconfiggono insieme Quan Chi.
- Jax è rimasto gravemente ferito e gran parte del suo corpo è sostituito da parti meccaniche, che lo rendono simile a Cyborg. Jax è ancora l'uomo più forte del mondo, ma a costo della sua umanità.
- Joker ha mantenuto il potere che gli era stato dato ed è diventato l'uomo più potente di Gotham, noto come "Sindaco Joker". Organizza un torneo sul modello del Mortal Kombat, in cui gli sfidanti devono combattere all'ultimo sangue per il suo compiacimento, per poi, infine, affrontare lui.
- Il combattimento contro Dark Kahn è stato troppo per Kano, che è impazzito e si è dipinto la faccia come Joker, a simboleggiare la sua rabbia. Nella follia, continua a ripetere "Morte a Shang Tsung!".
- Kitana è costretta a chiedere asilo alla Terra, dove potrà riorganizzare la resistenza edeniana contro il Regno Esterno. Raiden offre a lei e i suoi guerrieri l'isola di Shang Tsung, che i rifugiati rinominano, in onore del loro dio protettore Isola di Argus e che trasformano in un paradiso di bellezza.
- Sul pianeta Oa è comparsa la piramide di Argus, e Sinestro ha appreso il potere smisurato che essa contiene. Lanterna Verde e i suoi compagni devono fare di tutto perché il loro arcinemico non lo ottenga.
- Rubando dei dati alle forze speciali, Lex Luthor costruisce un suo portale personale per rompere i confini tra i due mondi. Incontra Quan Chi, con cui stringe una nuova, inarrestabile "alleanza mortale".
- Dopo numerosi studi, Raiden riesce a capire a cosa serve la Roccia dell'Eternità del mago Shazam e decide di infonderne i poteri in Liu Kang, aiutato dagli altri dei, tra cui sono riconoscibili Argus e Fujin. Tutto ciò che lo shaolin deve fare è urlare, nel corso della trasformazione, "Mortal Kombat".
- Raiden ritorna alla Terra, solo per scoprire che l'esposizione al sole lo ha gravemente danneggiato. Viene raggiunto da Quan Chi, che gli offre un medaglione magico color giada, che lo guarirebbe, in cambio dei suoi servigi. Raiden è ora costretto a scegliere tra il servire lo stregone, ma salvarsi, o mantenersi integro, ma diventare un mortale.
- Il potere maligno di Dark Kahn trova il suo ospite ideale in Scorpion, che è lasciato mentre, agonizzante a causa della trasformazione, è consapevole che, se sopravvivesse, diventerebbe l'essere più potente dell'universo.
- Sconfitto e rinchiuso nella Zona Fantasma, Shao Kahn incontra i prigionieri kriptoniani che vi erano rinchiusi, guidati dal Generale Zod. Insieme, riescono a scappare, pronti a conquistare tutti gli universi.
- Shang Tsung è adirato per essere stato sconfitto da Capitan Marvel, ma, impressionato dalle abilità dell'avversario, sa già come batterlo. Tramite la sua stregoneria, combina un pezzo del mantello di Capitan Marvel con il cadavere di un Tarkatan, creando di fatto un "Super Tarkatan", primo di quello che, probabilmente, sarà un immenso e inarrestabile esercito.
- Quando un soldato del Corpo delle Lanterne Verdi viene ucciso, il suo anello sceglie come suo successore Sonya Blade, che dovrà usarne il suo potere con parsimonia finché non capirà il modo in cui ricaricarlo.
- Sub-Zero, combattendo al fianco delle forze della Terra, non si sente più a suo agio nelle vesti di ninja assassino e, lasciato il Lin Kuei, decide di diventare un vigilante solitario sul modello di Batman, combattendo per il bene. Il Lin Kuei, tuttavia, non accetterà la sua diserzione...
- Superman, rimasto ferito nell'attacco dei demoni e dei mostri del Regno Esterno e del Regno Occulto, si fa aiutare da Shazam per la creazione di un nuovo costume, che lo renderebbe invulnerabile a qualsiasi tipo di sortilegio o magia.
- Wonder Woman ha trovato le armi di Quan Chi e Shang Tsung e l'amuleto di Shinnok, che le infondono un nuovo potere che renderà lei e le amazzoni difenditrici della Terra.

## Accoglienza
| Testata                          | Versione | Giudizio |
| -------------------------------- | -------- | -------- |
| GameRankings (media al 3-4-2010) | PS3      | 77.87%   |
| GameRankings (media al 3-4-2010) | X360     | 74.55%   |
| Metacritic (media al 3-4-2010)   | PS3      | 76/100   |
| Metacritic (media al 3-4-2010)   | X360     | 72/100   |
| Game Informer                    | -        | 8,5/10   |
| GamePro                          | -        | 4/5      |
| GameSpot                         | -        | 7,5/10   |
| GameTrailers                     | -        | 7,4/10   |
| Giant Bomb                       | -        | 5/5      |
| IGN                              | -        | 7,5/10   |
| OXM (USA)                        | -        | 8,5/10   |
| X-Play                           | -        | 3/5      |

Oltre ad aver avuto un'accoglienza generosa, il gioco è stato ritenuto da Adam Sessler di X-Play simile ai precedenti crossover Marvel vs. Capcom o a X-Men vs. Street Fighter, ma con molte differenze che lo fanno un gioco crossover diverso dai sopracitati.
Nella sua prima settimana, il gioco ha venduto 155 620 copie per la PS3 e 140 363 copie per la Xbox 360, senza considerare la Kollector's edition. In seguito il numero di copie vendute il tutto il mondo è salito quasi a due milioni mentre il numero di totale di partite online disputate superò i tre milioni di match.
La rivista Play Generation lo classificò come il terzo miglior gioco picchiaduro del 2008.